# Аничков, Дмитрий Сергеевич
Дми́трий Серге́евич А́ничков (1733—1788) — русский философ-просветитель, логик, публицист, профессор Московского университета. Первый русский профессор Московского университета.

## Биография
Родился в семье подьячего Троице-Сергиевой лавры. Учился в Троицкой семинарии. В 1755 году в числе шести лучших учеников переведён в новооткрытый Московский университет. Философию изучал у И. Г. Фроманна, математику — у И. И. Роста. За успехи в учёбе ежегодно награждался золотыми медалями. Успешно окончил Московский университет в 1761 году. Ещё в 1760 году, будучи студентом, начал преподавать математику (геометрию и тригонометрию) в низших классах университетской гимназии. Университетской Конференцией было присвоена степень магистра философии и свободных наук (1762).

Московские учёные — профессор Московского университета Аничков и артиллерии штык-юнкер Ефим Войтяховский — составили и многократно переиздали учебники по всем предметам элементарной математики: первый начиная с 1764 г. и второй — с 1787 г.;— Россия :: Русская наука :: Математика, Энциклопедический словарь Брокгауза и Ефрона.
 Продолжил работу в университете, читая лекции по математике, философии и логике; 30 мая 1765 года получил кафедру философии и логики. Его философский курс, сначала читавшийся на латинском языке, был построен на учебниках вольфианцев И. Г. Винклера и Ф. X. Баумейстера; написанное в 1767 году «Слово о том, что мир сей есть ясным доказательством премудрости Божией…» положило начало философскому курсу на русском языке. С 1762 года по поручению Конференции приступил к составлению учебников по математике; в частности, переводился с латинского на русский язык учебник И. Ф. Вейдлера; начиная с 1765 года было издано более 10 книг по арифметике, алгебре, геометрии, тригонометрии и фортификации, послуживших основой его собственных сочинений, которые способствовали становлению отечественной математической терминологии.
Его диссертация (1769) на соискание профессорского звания называлась «Рассуждение из натуральной богословии о начале и происшествии натурального богопочитания» («Dissertatio philosophica de ortu et progressu religions apud diversas maximeque rudes gentes») и была посвящена выявлению причин возникновения языческих верований. Среди таких причин он называл, в первую очередь, страх перед неизвестными для первобытного человека силами природы, кроме того, фантазии, вымыслы, обман жрецами, а также непонятные феноменальные способности некоторых людей. В диссертации очевидна эволюция Аничкова от германского умеренного просвещения к более радикальным вариантам просветительства. Сочинение было критически встречено в учёных кругах, особенно резко против предполагаемой в нём пропаганды атеизма выступили И. Г. Рейхель и московский архиепископ Амвросий; утверждение в профессорском звании по этой диссертации не состоялось.
В 1770 году Аничков начал читать первый в России философский курс этики («учения о нравственности и этике»). В 1771 году ему было присуждено звание экстраординарного профессора, в 1777 году — звание ординарного профессора логики, метафизики и чистой математики. Аничков был постоянным членом Вольного Российского собрания при Московском университете. Им были написаны учебники: «Курс чистой математики», «Арифметика», «Алгебра», «Геометрия», «Теоретическая и прикладная тригонометрия», «Начальные основы фортификации и артиллерии»., а также сочинения: «Слово о том, что мир сей есть ясным доказательством премудрости божией, и что в нём ничего не бывает по случаю» (1767), «Слово о свойствах познания человеческого и о средствах, предохраняющих ум смертного от разных заблуждений» (1770), «О невещественности души человеческой и из оной происходящего её бессмертия» (1777), «О превратных понятиях человеческих, происходящих из излишнего упования, возлагаемого на чувства» (1779), «О разных способах, теснейший союз души с телом изъясняющих» (1783) и другие.
Аничков также задавался вопросом о назначении философии. Её основная задача для него заключалась в исследовании причин вещей и явлений многогранного мира. Выступал против материалистического сенсуализма как метода познания и логики. Будучи последователем философии Х. Вольфа, он пытался преодолеть дуалистическую вольфианскую трактовку процесса познания, но, отрицая существование врождённых идей, в вопросе о взаимоотношении души и тела остался дуалистом. Решая проблему соотношения души и тела, склонялся к идее, что первое есть порождение второго и развивается, стареет и гибнет вместе с ним. Высшими авторитетами для себя ставил Ф. Бэкона и Дж. Локка.
По ряду свидетельств, Аничков с 1777 года числился членом одной из масонских лож. Несмотря на творческую плодовитость, большинство рукописей его многочисленных неопубликованных трудов сгорели при пожаре.
Скончался 30 апреля 1788 года в 6 часу поутру на 54 году жизни. Похоронен на Лазаревском кладбище.
Жена — Наталья Стефановна (1748 г.р.). Сын — Иван (1769-12.01.1792) — учитель Московского университета.

## Труды
- Dissertatio philosophica de ortu et progressu relligionis (!) apud diversas maximeque rudes gentes, quam pro munere professoris publici ordinarii consequendo, communi omnium eruditorum judicio discernendam submittit philos. et LL. AA. magister Demetrius Anitschkow Mosquae in Imperiali Universitate an. 1769. Augusti ad 25. diem. — [М.]: typis Imperialis Mosquensis Universitatis, [1769]. — 20 с.
- Философическое разсуждение о начале и произшествии натуральнаго богопочитания у разных а особливо невежественных народов / Которое производимый публичным ординарным профессором в публичном собрании на разсмотрение предлагает философии и свободных наук магистр Дмитрий Аничков 1769 года августа 25 дня. — [Москва]: Печ. при Имп. Моск. ун-те, [1769]. — 23 с.
- Теоретическая и практическая арифметика: В пользу и употребление юношества / Собранная из разных авторов магистром Дмитрием Аничковым. — [Москва]: Печ. при Имп. Моск. ун-те, 1764. — 271 с.
- Слово о невещественности души человеческой и из оной происходящем ея безсмертии: На высокоторжественный и всерадостный день рождения ея императорскаго величества, всепресветлейшия, державнейшия, великия государыни Екатерины Алексеевны, императрицы и самодержицы всероссийския,; Говоренное в публичном Императорскаго Московскаго университета собрании Дмитрием Аничковым. Логики и метафизики публичным ординарным профессором, обеих гимназий инспектором и Вольнаго Российскаго собрания, при том же Университете, членом. Апреля 22 дня 1777 года. — [Москва]: Печатано при Императорском Московском университете, [1777]. — 32 с.
- Слово о превратных понятиях человеческих, происходящих от излишняго упования, возлагаемаго на чувства. : На высокоторжественный и всерадостный день восшествия на всероссийский престол ея императорскаго величества, благочестивейшия самодержавнейшия великия государыни, императрицы Екатерины Алексеевны, самодержицы всероссийския, и проч. и проч. и проч. с глубочайшим благоговением торжественно празднованный в Императорском Московском университете июня 30 дня 1779 году; Говоренное логики и метафизики публичным ординарным профессором, обеих гимназий инспектором и Московскаго Российскаго собрания, при том же Университете, членом, Дмитрием Аничковым. — [Москва]: Печатано в типографии Императорскаго Московскаго университета [у Н. Новикова], [1779]. — 17, [1] с.
- Теоретическая и практическая тригонометрия. В пользу и употребление не токмо юношества, но и тех, кои упражняются в землемерии, фортификации и артиллерии. Из разных авторов собранная с приобщением гравированных фигур на двенатцати таблицах, Императорскаго Московскаго университета публичным ординарным профессором и Московскаго Российскаго собрания при том же Университете членом, Дмитрием Аничковым. — М.: Унив. тип., у Н. Новикова, 1780. — 123 с.
- Annotationes in logicam et metaphysicam ex variis probatissimis auctoribus excerptae et usibus Rossicae juventutis una cum parte polemica et variis exercitationibus, ex logica disputatrice selectis, adornatae a collegiorum assessore, logices, metaphysices et matheseos purae in Universitate Imperiali Mosquensi professore publico ordinario Demetrio Anitschcow. — Mosquae [Moskva]: Impensis N. Novicow et societatis: In Typographia Universitatis apud N. Novicow, 1782. — 221 с., [2] л. ил.
- Начальныя основания фортификации, или военной архитектуры: Служащия в пользу и употребление российскаго юношества, упражняющагося в математических науках / Собранныя из разных авторов с приобщением гравированных фигур на семнатцати таблицах, Дмитрием Аничковым, надворным советником, Императорскаго Московскаго университета публичным ординарным профессором и обеих онаго гимназий инспектором. — Москва: Унив. тип., у Н. Новикова, 1787. — 183 с., 17 л. черт.

## Переводы
- Иог. Фридерика Вейдлера Аналитика специоза, или Алгебра / Переведенная с латинскаго языка магистром Дмитрием Аничковым. — [Москва]: Печатана при Императорском Московском университете, 1765. — 68 с., 3 л. черт.
- Иог. Фридерика Вейдлера Арифметика теоретическая и практическая / Переведенная с латинскаго языка магистром Дмитрием Аничковым. — [Москва]: Печатана при Императорском Московском университете, 1765. — 103, [1] с.
- Иог. Фридерика Вейдлера Военная архитектура или Фортификация / Переведенная с латинскаго языка магистром Дмитрием Аничковым. — [Москва]: Печатана при Императорском Московском университете, 1766. — 56 с., 10 л. черт.
- Иог. Фридерика Вейдлера Геометрия теоретическая и практическая / Переведенная с латинскаго языка магистром Дмитрием Аничковым. — [Москва]: Печатана при Императорском Московском университете, 1765. — 128 с., 8 л. черт.
- Иог. Фридерика Вейдлера Плоская тригонометрия / Переведенная с латинскаго языка магистром Дмитрием Аничковым. — [Москва]: Печатана при Императорском Московском университете, 1765. — 51, [1] с., 1 л. черт.
- Ио. Фридерика Вейдлера Арифметика / Переведенная с латинскаго языка магистром Дмитрием Аничковым; Исправленная и дополненная магистром Александром Барсовым. — Москва: Унив. тип., у Хр. Ридигера и Хр. Клаудия, 1795. — 134 с.